# Església de Jaunciems
L'Església de Jaunciems (en letó: Jaunciema evaņģēliski luteriskā baznīca) és una església luterana a la ciutat de Riga, capital de Letònia situada al carrer Jaunciema, 6/8. És una església parroquial de l'Església Evangèlica Luterana de Letònia.